# SHR Wojcieszyce

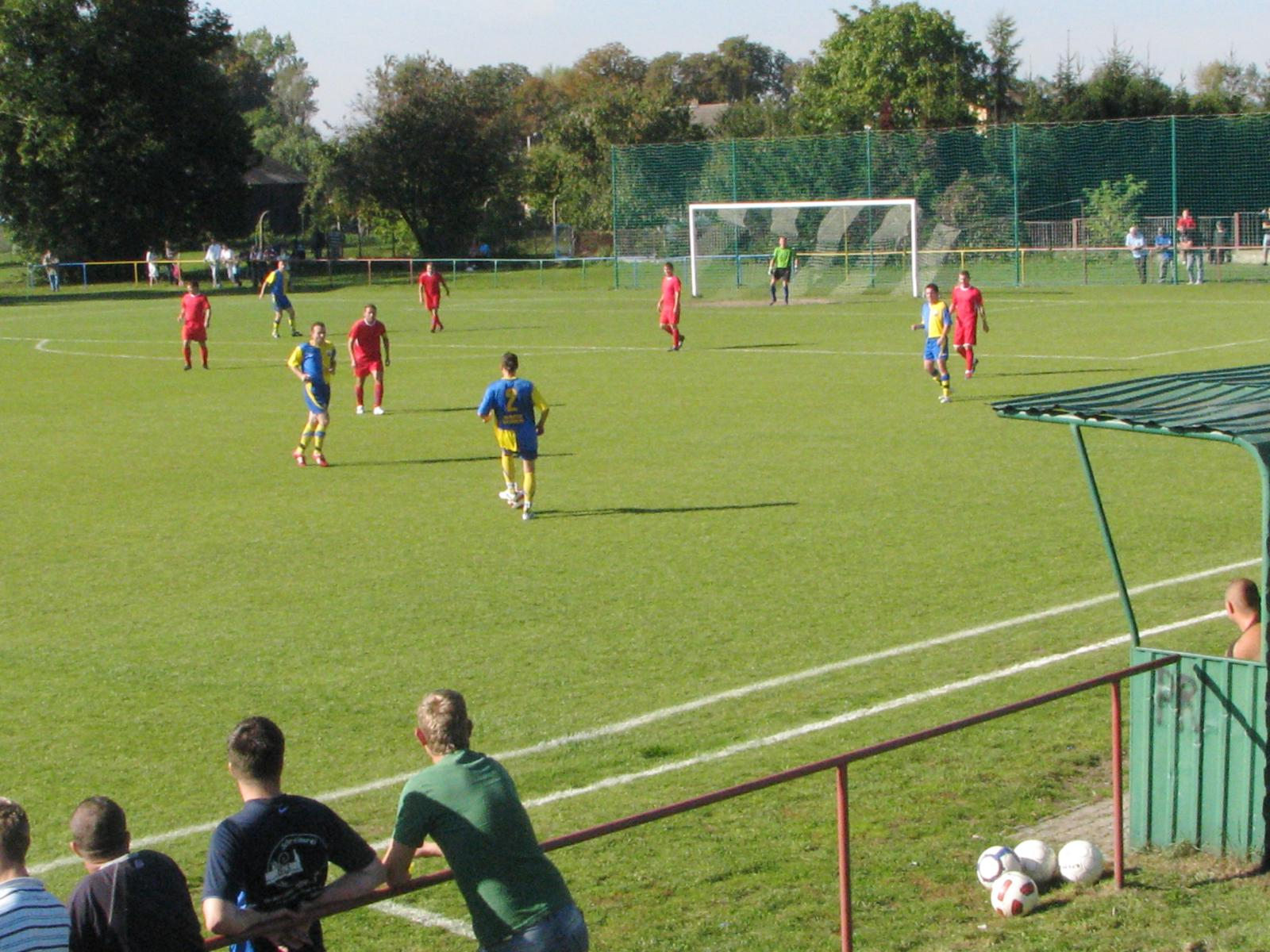
Mecz SHRu Wojcieszyce

SHR Wojcieszyce – polski wielosekcyjny klub sportowy (z sekcjami: piłkarską, brydżową i kulturystyczną) założony w 1948, jako Ludowy Zespół Sportowy Wojcieszyce. Akronim SHR - od 1958 obecny w nazwie klubu - oznacza Stację Hodowli Roślin, która przez wiele lat wspierała finansowo i organizacyjnie drużynę piłkarską.
Początkowo w klubie działała wyłącznie sekcja piłki nożnej - która z czasem odnosiła największe sukcesy i najbardziej rozsławiła go w kraju - jednak pod koniec lat 80. utworzono również sekcje: brydża sportowego oraz kulturystyczną, które działają do dziś.
W latach 80. piłkarze przez kilka sezonów grali w III lidze. W sezonie 1987/1988 zajęli 3 miejsce w końcowej tabeli, awansując jednocześnie do 1/8 finału Pucharu Polski.

## Dotychczasowe nazwy
- 1948: Ludowy Zespół Sportowy Wojcieszyce
- 1958: Zakładowy Ludowy Klub Sportowy SHR Wojcieszyce
- 1995: SHR Róża Wojcieszyce (fuzja z Różą Różanki)
- 2002: SHR Róża Wojcieszyce (rozpad fuzji, nazwa bez zmian)
- 2004: KKS SHR Wojcieszyce[1]
- 2009: GKS SHR Wojcieszyce

## Sekcja piłkarska
Swój pierwszy mecz drużyna złożona z mieszkańców wsi rozegrała przeciw żołnierzom Armii Czerwonej w 1945. Trzy lata później założono Ludowy Zespół Sportowy Wojcieszyce, który pod koniec 1958 zmienił nazwę na Zakładowy Ludowy Klub Sportowy SHR Wojcieszyce. Wówczas działacze klubu - aby uzyskać dostęp do ciągnika, bądź samochodu na mecze wyjazdowe - w czasie wolnym pracowali przy zbiorze rzepaku dla SHR-u.
W latach 50. piłkarze przebierali się w klubokawiarni. Zawodnicy klubu przechowywali we własnych domach stroje i sprzęt do gry. Później szatnia znajdowała się w centrum wsi, w budynku po byłej kuźni. Pod koniec lat 70. i na początku 80. piłkarzom służyły pomieszczenia Domu Socjalnego SHR. W 1982 na terenie stadionu oddano do użytku pawilon sportowy, w którym mieściły się szatnie z natryskami, magazyn oraz biuro klubu.
Największe sukcesy klubu miały miejsce w latach 80. Dzięki trenerowi Tadeuszowi Lisowskiemu, w zespole - oprócz miejscowych zawodników - grali również studenci gorzowskiej filii Akademii Wychowania Fizycznego w Poznaniu. W 1983 zespół po raz pierwszy w swojej historii awansował do III ligi. Przygoda w tych rozgrywkach trwała tylko jeden sezon. W 1985 piłkarze powrócili na zaplecze II ligi. Przez trzy kolejne sezony drużyna zajmowała miejsce w czołówce. W sezonie 1987/1988 była blisko awansu do II ligi, zajmując w swojej grupie 3 miejsce, tracąc do lidera Chemikiem Police trzy punkty.
W tym samym sezonie klub znalazł się w szesnastce najlepszych drużyn w Pucharze Polski. Wojcieszyczanie pokonali kolejno: Energetyka Gryfino 3:1, Arkę Gdynia 3:0, Gwardię Koszalin 2:0, Ruch Chorzów 2:1. W 1/8 finału ulegli ŁKS Łódź 1:2. Wówczas na mecze gromadziło się na stadionie w Wojcieszycach po kilka tysięcy widzów.
Likwidacja Stacji Hodowli Roślin oznaczała konieczność poszukiwania nowych rozwiązań organizacyjnych i ekonomicznych dla wojcieszyckiego klubu. W styczniu 1995 nastąpiła fuzja SHR-u z Różą Różanki, skutkująca utworzeniem SHR-Róża Wojcieszyce.
W 2002 działacze z Różanek założyli nowy klub pod nazwą Róża Różanki, jednak klub z Wojcieszyc nie zmienił swej nazwy. Od 2004 r. stosowano nieoficjalną nazwę Kłodawski Klub Sportowy SHR Wojcieszyce. W grudniu 2009 r. oficjalnie nazwę zmieniono na GKS SHR Wojcieszyce.

### Osiągnięcia
- 2. miejsce w III lidze w sezonie 1986/1987
- 1/8 finału Pucharu Polski – 1986/1987[1]
- Puchar Polski (OZPN Gorzów Wielkopolski) – 1986/87, 1987/88

### I-ligowi zawodnicy w barwach "SHR-u"
- Zenon Burzawa - wychowanek
- Lech Cyrko - wychowanek
- Andrzej Rzepkowski - wychowanek

## Sekcja brydżowa
Sekcja brydża sportowego powstała za sprawą Józefa Szołdrowskiego, zastępcy nadleśniczego w Kłodawie. Obecnie klub występuje w klasie okręgowej.

## Sekcja kulturystyczna
Sekcja kulturystyczna "SHR" powstała dzięki Grzegorzowi Siwakowi, mieszkańcowi Wojcieszyc, który od 1983 uprawiał kulturystykę. Wówczas nie należał do żadnego klubu. Jednak odniósł znaczące osiągnięcia.